# Веттерен
Веттерен (нидерл. Wetteren) — коммуна в Бельгии, расположенная во Фламандском регионе (провинция Восточная Фландрия) на южном берегу Шельды. Площадь — 36,68 км2. Население — 23 819 чел. (1 января 2011).
Коммуна находится в 11 км к востоку от Гента и в 12 км к северо-западу от Алста. К юго-востоку проходят автодороги A10/E 40, на севере — A14/E 17.